# بهولا-۳
بهولا-۳ (به لاتین: Bhola-3) یک منطقهٔ مسکونی در بنگلادش است که در ناحیه بهولا واقع شده‌است.